# Paropsisterna
Paropsisterna is een geslacht van kevers uit de familie bladkevers (Chrysomelidae).
De wetenschappelijke naam van het geslacht werd in 1860 gepubliceerd door Victor Ivanovitsch Motschulsky.

## Soorten
- Paropsisterna ambigua Daccordi, 2003
- Paropsisterna delmastroi Daccordi, 2003
- Paropsisterna giachinoi Daccordi, 2003
- Paropsisterna hackeri Daccordi, 2003
- Paropsisterna jawoyna Daccordi, 2003